# FC Augsburg
FC Augsburg 1907 (normalt bare kendt som FC Augsburg) er en tysk fodboldklub fra byen Augsburg i Bayern. Klubben rykkede i 2011 op fra den næstbedste tyske liga, 2. Bundesliga til Bundesligaen. Klubben blev grundlagt i 1907, og har hjemmebane på WWK ARENA. Indtil 1969 var klubben kendt under navnet BC Augsburg.

## Nuværende spillertrup
Oversigten er opdateret til og med 13. august 2025| Nr. | Land                        | Position | Spiller                      |
| --- | --------------------------- | -------- | ---------------------------- |
| 1   | Tyskland                    | MM       | Finn Dahmen                  |
| 3   | Danmark                     | FO       | Mads Pedersen                |
| 4   | Frankrig                    | MI       | Han-Noah Massengo            |
| 5   | Frankrig                    | FO       | Chrislain Matsima            |
| 6   | Holland                     | FO       | Jeffrey Gouweleeuw (Anfører) |
| 7   | Tyskland                    | AN       | Yusuf Kabadayi               |
| 8   | Kosovo                      | MI       | Elvis Rexhbecaj              |
| 9   | Demokratiske Republik Congo | AN       | Samuel Essende               |
| 10  | Tyskland                    | MI       | Arne Maier                   |
| 13  | Grækenland                  | FO       | Dimitrios Giannoulis         |
| 15  | Benin                       | AN       | Steve Mounié                 |
| 16  | Schweiz                     | FO       | Cédric Zesiger               |
| 17  | Kroatien                    | MI       | Keistijan Jakic              |
| 18  | Tyskland                    | MI       | Tim Breithaupt               |
| 19  | Tyskland                    | MI       | Robin Fellhauer              |

| Nr. | Land       | Position | Spiller               |
| --- | ---------- | -------- | --------------------- |
| 20  | Frankrig   | MI       | Alexis Claude-Maurice |
| 21  | Tyskland   | AN       | Phillip Tietz         |
| 22  | Kroatien   | MM       | Nediljko Labrovic     |
| 23  | Tyskland   | FO       | Maximilian Bauer      |
| 25  | Tyskland   | MM       | Daniel Klein          |
| 26  | Tunesien   | AN       | Elias Saad            |
| 27  | Tyskland   | FO       | Marius Wolf           |
| 28  | Luxembourg | AN       | Aiman Dardari         |
| 29  | Frankrig   | AN       | Kyliane Dong          |
| 31  | Tyskland   | FO       | Keven Schlotterbeck   |
| 36  | Tyskland   | MI       | Mert Kömür            |
| 40  | USA        | FO       | Noahkai Banks         |
| 41  | Tyskland   | FO       | Felix Meiser          |
| 42  | Tyrkiet    | MI       | Mahmut Kücüksahin     |
| 43  | Østrig     | FO       | Oliver Sorg           |

### Udlånt
| Nr. | Land     | Position | Spiller                                     |
| --- | -------- | -------- | ------------------------------------------- |
| —   | Kroatien | FO       | David Čolina (Udlånt til NK Osijek)         |
| —   | Tyskland | FO       | Henri Koudossou (Udlånt til 1. FC Nürnberg) |

| Nr. | Land                        | Position | Spiller                                      |
| --- | --------------------------- | -------- | -------------------------------------------- |
| —   | Polen                       | MM       | Marcel Łubik (Udlånt til Górnik Zabrze)      |
| —   | Demokratiske Republik Congo | AN       | Nathanaël Mbuku (Udlånt til HSC Montpellier) |